# Hymenophyllum bivalve
Hymenophyllum bivalve là một loài dương xỉ trong họ Hymenophyllaceae. Loài này được Sw. mô tả khoa học đầu tiên.
Danh pháp khoa học của loài này chưa được làm sáng tỏ. 